# Käringtjärnet (Gillberga socken, Värmland)
Käringtjärnet är en sjö i Säffle kommun i Värmland och ingår i Göta älvs huvudavrinningsområde.